# محمد مل عاملی
محمد مل عاملی (زاده ۲ مهر ۱۳۰۸)(۲۴ سپتامبر۱۹۲۹) در شهر مشهد، پزشک و جراح قلب ایرانی است.

## تحصیلات
دکتر محمد عاملی، تحصیلات ابتدائی را در تهران دبستان پانزده بهمن و تحصیلات متوسطه را در دبیرستان قریب (ایرانشهر) به پایان رساند.
در تاریخ ۲۲ آذر ماه ۱۳۲۷(۱۳ دسامبر ۱۹۴۸) عازم ژنو – سوئیس شد و در دانشگاه ژنو در رشته پزشکی ثبت نام نمود. در ۱۵ آبان ۱۳۳۰ (۷ نوامبر ۱۹۵۱) موفق به دریافت Diplome De Bachelier Es Sciences Medicales گردید و در ۳ خرداد ۱۳۳۴ (۲۵ مه ۱۹۵۵) موفق به دریافت Certificat De Fin D'Etudes Medicales گردید و با گذراندن تز دکترا تحت نظارت پروفسور G. Bickel , رئیس گروه داخلی دانشکده پزشکی، در تاریخ ۵ مهر ماه ۱۳۳۴ (۲۸ سپتامبر ۱۹۵۵) به دریافت درجه دکترای پزشکی Diplome De Docteur En Medecine نایل آمد.
با عزیمت به آمریکا در ۸ مهر ماه ۱۳۳۴ (ا اکتبر ۱۹۵۵), دوران اینترنشیپ را در Mount Sinai Hospital of Cleaveland طی نمود و رزیدنسی جراحی عمومی را به مدت یک سال در همان مرکز ادامه داد. به دلیل شهرت به سزای بخش جراحی دانشگاه مینه‌سوتا، , Minnesota به ریاست و شخصیت علمی پروفسور Owen H. Wangensteen , با درخواست ورود به پروگرام جراحی، در ۱۰ تیر ماه ۱۳۳۷ (۱ ژوئیه ۱۹۵۷) دوران رزیدنسی جراحی را آغاز نمود و دوره فوق تخصص جراحی قلب را در سرویس پروفسور C. Walton Lillehei در ۱۳۴۳ (۱۹۶۴) به پایان رساند.(پروفسور لیلی‌های برای اولین مرتبه در عمل قلب باز در دنیا تکنیک Controled Cross Circulation را بر روی تعدادی اطفال مبتلا به ناهنجاری‌های پیچیده مادرزادی با موفقیت و شهامت ستودنی به کار برد). بورد جراحی عمومی را در سال ۱۳۴۳ (۱۹۶۴) و بورد جراحی قلب و ریه را در سال ۱۳۴۴ (۱۹۶۶) دریافت نمود. همزمان با دوران رزیدنسی در ۲۷ خرداد ماه ۱۳۴۲ (۱۶ ژوئن ۱۹۶۳) موفق به دریافت فوق لیسانس جراحی، Master of Science in Surgery گردید.

## مقالات
- Zymosan-induced resistance to endotoxin and hemorrhagic shock.[۳]
- Post traumatic tricuspid insufficiency: when to intervene[۴]
- Surgical treatment of hydatid cysts of the heart: report of six cases.[۵]
- Calcified left ventricular aneurysm and non-atherosclerotic myocardial infarction in a child.[۶]
- The effect of phenoxybenzamine on myocardial contractility in dogs.[۷]
- A filtering device for the prevention of particulate embolization during the course of cardiac surgery.[۸]
- Newer thromboresistant surfaces: evaluation with a new in-vivo technique.[۹]
- Mitral and tricuspid valve replacement with stented aortic valve homografts.[۱۰]
- A prosthetic stented aortic homograft for mitral valve replacement.[۱۱]